# Ferenc Erkel
Ferenc Erkel (7 de novembre de 1810 - 15 de juny de 1893) fou un compositor hongarès. Va ser el pare de la gran òpera hongaresa, escrita principalment sobre temes històrics, que encara s'interpreten sobretot a Hongria. També va compondre la música d'Himnusz, l'himne nacional d'Hongria, que s'adoptava el 1844.
Erkel va néixer a Gyula. El 1839 es casà amb Adél Adler, amb qui va tenir quatre fills. El més jove, Sándor Erkel, també fou compositor.
Els llibrets de les seves primeres quatre òperes van ser escrits per Béni Egressy. Encara que és sobretot conegut per les seves òperes, va escriure peces per a piano i cor. Va encapçalar l'Orquestra Filharmònica de Budapest (fundada el 1853). També fou el director i professor de piano de l'Acadèmia Hongaresa de Música fins a 1886, on tingué entre altres alumnes el seu compatriota Jakab Gyula Major. i, on fou substituit per Kalman Chovan. També fou el director musical de l'Òpera Estatal Hongaresa, de Budapest, que s'inaugurà el 1884.

## Òperes
- Bátori Mária (1840)
- Hunyadi László (1844)
- Erzsébet (1857)
- Bánk Bán (1861)
- Sarolta (1862)
- Dózsa György (1867)
- Brankovics György (1874)
- Névtelen hősök (1880)
- István király (1885)
- Kemény Simon